# Forksville
Forksville es un borough ubicado en el condado de Sullivan en el estado estadounidense de Pensilvania. En el año 2000 tenía una población de 147 habitantes y una densidad poblacional de 37.6 personas por km².

## Geografía
Forksville se encuentra ubicado en las coordenadas 41°29′32″N 76°36′19″O / 41.49222, -76.60528.

## Demografía
Según la Oficina del Censo en 2000 los ingresos medios por hogar en la localidad eran de $26,625 y los ingresos medios por familia eran $31,563. Los hombres tenían unos ingresos medios de $26,563 frente a los $25,417 para las mujeres. La renta per cápita para la localidad era de $13,943. Alrededor del 22.1% de la población estaba por debajo del umbral de pobreza.